# آيت مسعود (إيموزار)
آيت مسعود هي إحدى مشيخات المملكة المغربية، تتبع جغرافيا لعمالة أكادير إدا وتنان وإداريًا لإيموزار. يقدر عدد سكانها بـ 3222 نسمة حسب الإحصاء الرسمي للسكان والسكنى لسنة 2004.